# Liste des parcs d'État du Michigan
Liste des parcs d'État du Michigan aux États-Unis d'Amérique par ordre alphabétique de VALMO. Ils sont gérés par le Michigan Department of Natural Resources.

## Parcs d'État
- Algonac
- Aloha
- Baraga
- Bewabic
- Brimley
- Burt Lake
- Cambridge Junction
- Cheboygan
- Clear Lake
- Coldwater Lake
- Colonial Michilimackinac
- Craig Lake
- Dodge No. 4
- Duck Lake
- Fayette
- Fisherman's Island
- Fort Wilkins
- Grand Haven
- Grand Mere
- Harrisville
- Hart-Montague Trail
- Hartwick Pines
- Hayes
- Historic Mill Creek
- Hoeft
- Hoffmaster
- Holland
- Indian Lake
- Interlochen
- Kal-Haven Trail
- Lake Gogebic
- Lakelands Trail
- Lakeport
- Leelanau
- Ludington
- Mackinac Island
- Fort Mackinac
- Maybury
- McLain
- Mears
- Meridian-Baseline
- Mitchell
- Muskallonge Lake
- Muskegon
- Negwegon
- Newaygo
- North Higgins Lake
- Onaway
- Orchard Beach
- Otsego Lake
- Palms Book
- Petoskey
- Porcupine Mountains
- Port Crescent
- Sanilac Petroglyphs
- Saugatuck Dunes
- Seven Lakes
- Silver Lake
- Sleeper
- Sleepy Hollow
- South Higgins Lake
- Sterling
- Straits
- Tahquamenon Falls
- Tawas Point
- Thompson's Harbor
- Traverse City
- Tri-Centennial
- Twin Lakes
- Van Buren
- Van Buren Trail
- Van Riper
- Warren Dunes
- Warren Woods
- Wells
- White Pine Trail
- Wilderness
- Wilson
- Young

## Régions récréatives
- Bald Mountain
- Bass River
- Bay City
- Brighton
- Fort Custer
- Highland
- Holly
- Ionia
- Island Lake
- Lake Hudson
- Metamora-Hadley
- Ortonville
- Pinckney
- Pontiac Lake
- Proud Lake
- Rifle River
- Waterloo
- Wetzel
- Yankee Springs

## Forêts d'État
- Au Sable
- Copper Country
- Escanaba River
- Lake Superior
- Mackinaw
- Pere Marquette

## Autres sites
- Site scénique d'Agate Falls
- Site scénique de Bond Falls
- Mémorial national du Père Marquette
- Site scénique de Laughing Whitefish Falls
- Centre de conférence de Ralph A. MacMullan
- Site scénique de Sturgeon Point
- Site scénique des chutes Wagner